# Наджарян, Гурген Николаевич
Гурген Николаевич Наджарян (22 июля 1933, Ереван, Армянская ССР, СССР — 1988, Новороссийск, РСФСР, СССР) — главный архитектор Новороссийска с 1971 по 1988 годы. Создатель архитектурного облика Новороссийска. Заслуженный архитектор РСФСР. 
Положил начало Новороссийской набережной, ставшей визитной карточкой города. 

## Биография
Гурген Наджарян родился в Ереване в 1933 году. Его отнц — известный ларинголога и заслуженного деятеля науки Наджаряна Николай Арсеньевич. 
Окончил отделение архитектуры в Ереванском политехническом институте, после чего поступил на работу инженером в Астраханском проектном институте.
В 1971—1988 годах был главным архитектором Новороссийска. До этого, занимал аналогичную должность в городах Балхаш (на протяжении 5 лет) и в Караганде (3 года).
В должности главного архитектора Новороссийска Наджарян смог воплотить ряд важных проектов, среди которых: 
- застройка микрорайонов № 7,8,9,10, ул. Энгельса, ул. Исаева, строительство жилых домов по Анапскому шоссе;
- благоустройство городского пляжа, центрального стадиона, скверов по ул. Толстого, Чайковского, Фрунзе;
- памятники "Взрыв", "Линия обороны", "Колодец жизни" в Долине смерти;
- реконструкция пл. Героев и пл. Революции 1905г.

Наджарян умер в Новороссийске в 1988 году. В 2013 году на доме №8 по улице Новороссийской республики, где он проживал, была открыта мемориальная доска.